# ゲームの名は誘拐
『ゲームの名は誘拐』（ゲームのなはゆうかい）は、2002年11月に光文社から刊行された東野圭吾の長編小説。2005年6月20日には、光文社文庫版が刊行された。

## 概要
一人の男にそれぞれ恨みを抱く男女による狂言誘拐の行方を描いたミステリー。物語は終始主人公の佐久間の視点で進むのが特徴で、警察などそれ以外の動向にはスポットが当たらないように描かれている。
雑誌『Gainer』で「青春のデスマスク」として2000年から2002年にかけて連載され、2002年に単行本が刊行された。2003年11月には『g@me.』のタイトルで映画化された。2024年WOWOWにてテレビドラマ化。

## あらすじ
敏腕広告クリエイター・佐久間は、リーダーとして進めてきた日星自動車のイベントのプロジェクトを、クライアントである日星自動車の副社長・葛城勝俊の一声で潰されてしまう。失意と屈辱感に苛まれた佐久間は、葛城の住む豪邸まで出向くが、そこで家出しようと葛城邸の塀を乗り越えてきた葛城の娘・樹理と出会う。
家に帰る意思を見せず、葛城家から金を巻き上げたいという樹理に対し、葛城に一矢報いたいと願う佐久間は、樹理に狂言誘拐を持ちかけ、葛城から3億円を奪い取ろうと画策する...だが、2人が進めた狂言誘拐は、意外な展開を見せていく。

## キャッチコピー
ゲームをやってみないか、誘拐ゲームだ。

## 登場人物
佐久間駿介
広告代理店『サイバープラン』の敏腕広告クリエイター。
大手から引き抜かれたエリートで、複数の女性とも関係を持ち、自身もその実力を自負している。完璧主義者で無駄を好まない性格。幼い頃の家庭環境から状況に応じた“仮面”を被るという生き方をしてきた。
葛城樹理
葛城勝俊の長女で大学2年生。
葛城と愛人の間に生まれ、祖母に育てられていたが、8歳の時に祖母が亡くなったため葛城家に引き取られた。その境遇から葛城家の正妻と異母妹に当たる千春には快く思われておらず、千春と些細なことで口論となり、葛城家を飛び出す。
葛城勝俊
自動車会社『日星自動車』の副社長。
会長令息であるが、実戦経験の豊富さから七光り以上の実力を持ち、商売における“ゲーム”には自信があると豪語する。

## 書籍情報
- 単行本：2002年11月[1]、光文社、ISBN 978-4-334-92375-4
- 文庫本：2005年6月20日[2]、光文社文庫、ISBN 978-4-334-73885-3

## 映画
『g@me.』（ゲーム）のタイトルで映画化され、2003年11月に公開された。
監督井坂聡は「映画はお客に感情移入してもらわないと困る」とし、映画化するにあたり、結末部分や登場人物の性格などを大幅に付け足した。これに対し原作者の東野は、「映画は映画だから」と快く承諾した。また、原作では名前が「佐久間駿介」となっていた主人公は、映画では「佐久間俊介」に変更されている。また佐久間を演じた藤木直人はオファーを受ける前から原作を読み込んでた為、映画の内容がかなり脚色されてる事に非常に驚いたことを原作のあとがきに記している。
テレビドラマ『TRICK』でも競演する生瀬勝久が出演。
また、『TRICK』内で度々ネタにされている「ガッツ石松」「椎名桔平」の元ネタは本作である。

### あらすじ（映画）
エリート広告クリエイターの佐久間は、仕事で屈辱を味わわされた広告主・葛城の娘・樹理が家出するのを偶然目撃する。樹理に、自分を人質として父親から3億円の身代金を奪うという、狂言誘拐を持ちかけられる。
計画を実行していくうちに、二人は恋に落ちていくのだが。

### キャスト
- 佐久間俊介 - 藤木直人
- 葛城樹理 - 仲間由紀恵
- 葛城勝俊 - 石橋凌
- 小塚茂 - 宇崎竜童
- 安藤純平 - IZAM
- 杉本智也 - 入江雅人
- 年配の刑事 - ガッツ石松
- 敏腕刑事 - 椎名桔平
- 制服警官 - 小日向文世
- 葛城の部下 - 生瀬勝久
- 東野圭吾 - 東野圭吾
- その他 - おかやまはじめ、大倉孝二、桜井裕美、大塚良重、眞野裕子、並樹史朗、宮本大誠、細田あかり、小澤朋美、伊藤さおり（北陽）、虻川美穂子（北陽）、福井謙二（フジテレビアナウンサー）、藤村さおり（フジテレビアナウンサー）

### スタッフ
- 原作 - 東野圭吾
- 製作者 - 亀山千広、島谷能成、遠谷信幸、武政克彦
- エクゼクティブプロデューサー - 関一由、宅間秋史
- プロデュース - 小岩井宏悦、増田久雄、三田美奈子
- 監督 - 井坂聡
- 脚本 - 尾崎将也、小岩井宏悦
- 撮影 - 佐々木原保志
- 照明 - 渡邊孝一
- 録音 - 瀬川徹夫
- 美術 - 金田克美
- 編集 - 阿部亙英
- 音楽 - 松原憲
- 選曲 - 志田博英
- 音響効果 - 倉橋静男
- デジタルFXスーパーバイザー - 鹿角剛
- 製作協力 - プルミエ・インターナショナル
- 製作 - フジテレビ、東宝、電通、ポニーキャニオン
- 配給 - 東宝

### 主題歌
「It's all a game」ZEEBRA

## テレビドラマ
2024年6月9日から6月30日まで、WOWOWプライム・WOWOWオンデマンドの『連続ドラマW』にて放送・配信された。主演は亀梨和也。

### キャスト（テレビドラマ）
佐久間駿介
演 - 亀梨和也
葛城樹理
演 - 見上愛
葛城勝俊
演 - 渡部篤郎
杉本智也
演 - 武田航平
加賀谷武志
演 - 平山祐介
中村
演 - 山崎樹範
田辺洋輔
演 - 増田修一朗
岡島大輝
演 - 井上想良
湯口裕也
演 - 泉澤祐希
小塚
演 - 小林隆
石澤
演 - 飯田基祐
葛城芙美子
演 - 赤間麻里子
真希
演 - 松村沙友理
女性
演 - 結城モエ（第1話）
佐久間駿介の元カノ。
スポンサー
演 - 芹澤名人（第1話）、斎藤陸（第1話）
ゴルフゲームのスポンサー。
上野淳子
演 - ゆいかれん（第1話・第3話・第4話）
「サイバープラン」の女性部下広報。
秘書
演 - 山崎日菜（第1話）
葛城勝俊の秘書。
店員
演 - 渕野右登（第2話・第4話）
「D-PEPE-SEA」カフェ店員。
深川晃彦
演 - 安藤清二（第2話）
和心銀行支店長。
警備員
演 - 中澤隆範（第2話・第3話）
CS日本橋ビルの警備員。
葛城樹理
演 - 森香澄（第3話・第4話）
本物の葛城樹理。
受付
演 - 井元結衣（第3話）
日星自動車駒形店の受付。
アナウンサー
声 - 住田洋（第3話・第4話）
葛城樹理の遺体発見を伝える「Cross +news」のアナウンサー。
千春の友人
演 - 喜瀬マリア（第4話）、安川摩吏紗（第4話）
大学での学友。
メイド
演 - あむ、きなこ、こむぎ（アキバ絶対領域）（いずれも第4話）
メイドカフェ「アキバ絶対領域+e」の店員。

### スタッフ（テレビドラマ）
- 原作 - 東野圭吾『ゲームの名は誘拐』（光文社文庫刊）
- 監督 - 鈴木浩介
- 脚本 - 小峯裕之
- 音楽 - 羽岡佳
- チーフプロデューサー - 青木泰憲
- プロデューサー - 大原康明、清家優輝
- 製作 - WOWOW、ファインエンターテイメント

### 放送日程
| 各話   | 放送日  |
| ------ | ------- |
| 第1話  | 6月09日 |
| 第2話  | 6月16日 |
| 第3話  | 6月23日 |
| 最終話 | 6月30日 |

| WOWOW 連続ドラマW 日曜オリジナルドラマ      | WOWOW 連続ドラマW 日曜オリジナルドラマ                  | WOWOW 連続ドラマW 日曜オリジナルドラマ |
| 前番組                                      | 番組名                                                  | 次番組                                 |
| ------------------------------------------- | ------------------------------------------------------- | -------------------------------------- |
| 坂の上の赤い屋根 （2024年3月3日 - 3月31日） | 東野圭吾「ゲームの名は誘拐」 （2024年6月9日 - 6月30日） | 完全無罪 （2024年7月7日 - 8月4日）     |